# Franqueville-Saint-Pierre
Franqueville-Saint-Pierre est une commune française située dans le département de la Seine-Maritime en région Normandie.

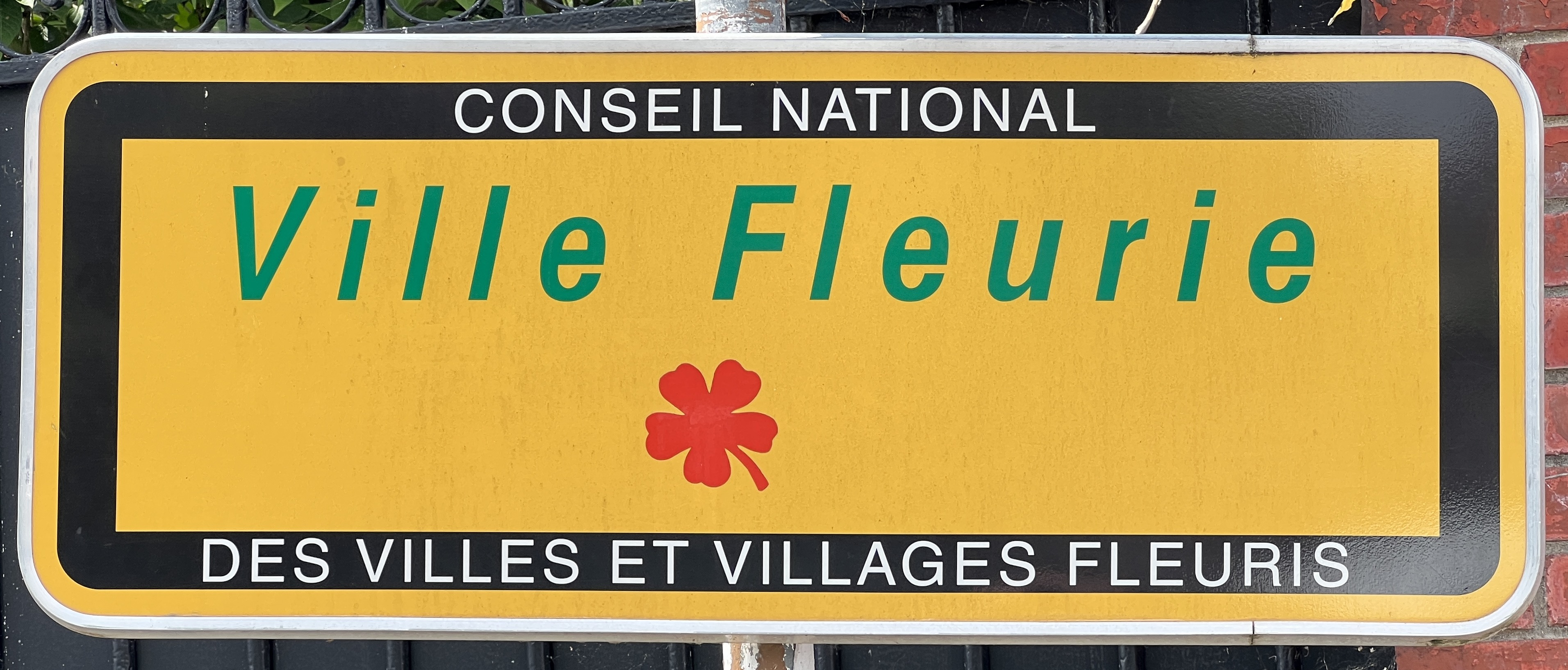
La récompense "Ville Fleurie", également connue sous le nom de "Villes et Villages fleuris, anciennement appelée concours, a été créée en 1959 en France pour promouvoir le fleurissement, l'environnement de vie et les espaces verts.

## Géographie

### Situation
Franqueville-Saint-Pierre faisait partie de la communauté d'agglomération Rouen-Elbeuf-Austreberthe qui comptait 71 communes et 494 382 habitants (en 2006). Elle fait partie actuellement de la Métropole Rouen Normandie.

### Communes limitrophes
Franqueville-Saint-Pierre est entourée par Saint-Aubin-Epinay au nord, Le Mesnil-Esnard et Belbeuf à l'ouest Saint-Aubin-Celloville au sud et Boos à l'est.
| Le Mesnil-Esnard       | Saint-Aubin-Épinay        |          |
| Belbeuf                | Franqueville-Saint-Pierre | Montmain |
| Saint-Aubin-Celloville |                           | Boos     |

### Voies de communication et transports
La commune se trouve le long de la route nationale 14, aussi appelé Route de Paris.
La gare ferroviaire la plus proche est la gare de Rouen.

### Hydrographie
La commune est située dans le bassin Seine-Normandie. Elle n'est drainée par aucun cours d'eau,.

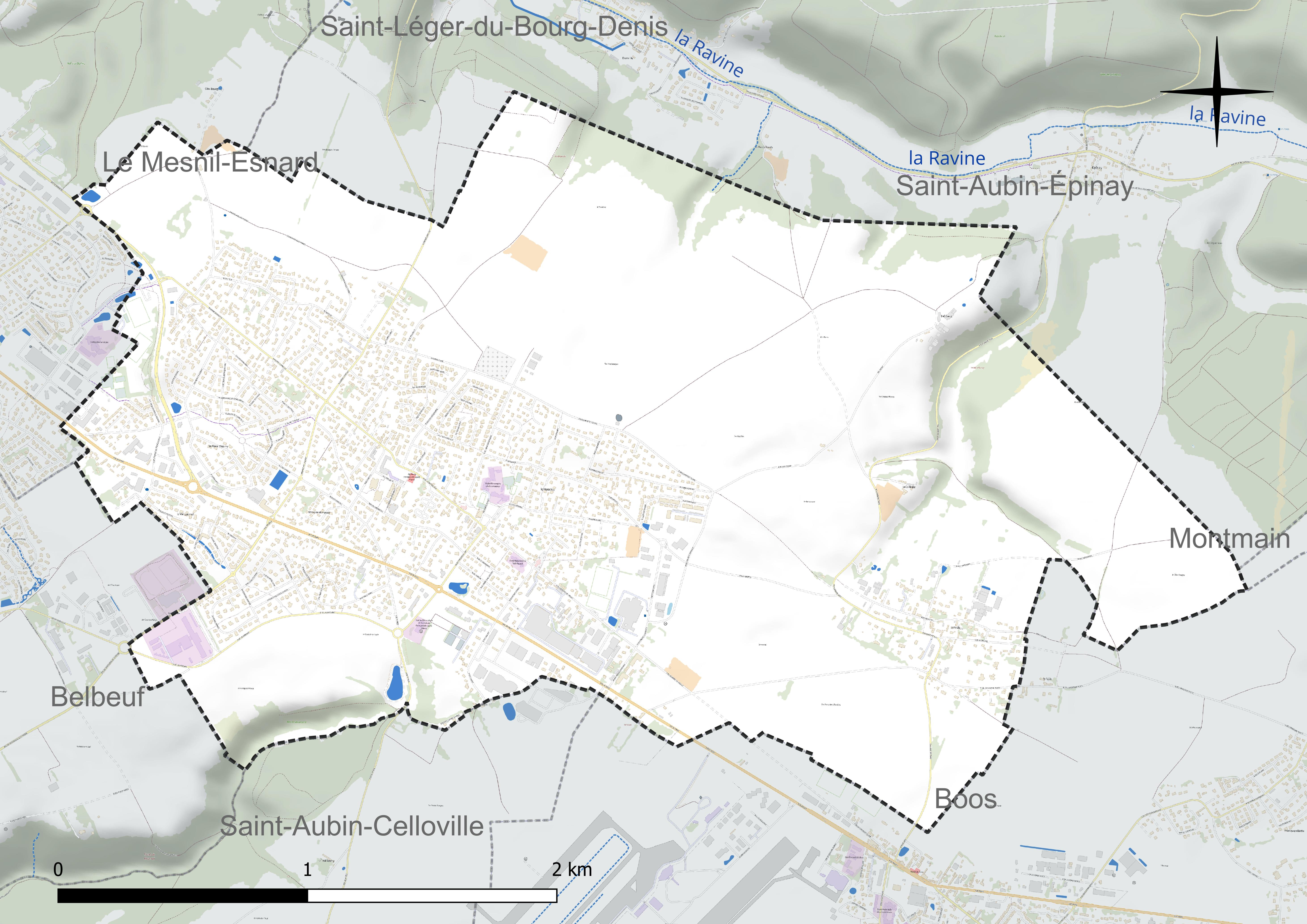
Réseau hydrographique de Franqueville-Saint-Pierre.

### Climat
Pour des articles plus généraux, voir Climat de la Normandie et Climat de la Seine-Maritime.
En 2010, le climat de la commune est de type climat océanique dégradé des plaines du Centre et du Nord, selon une étude du CNRS s'appuyant sur une série de données couvrant la période 1971-2000. En 2020, Météo-France publie une typologie des climats de la France métropolitaine dans laquelle la commune est exposée à un climat océanique et est dans la région climatique Côtes de la Manche orientale, caractérisée par un faible ensoleillement (1 550 h/an) ; forte humidité de l’air (plus de 20 h/jour avec humidité relative > 80 % en hiver), vents forts fréquents. Parallèlement le GIEC normand, un groupe régional d’experts sur le climat, différencie quant à lui, dans une étude de 2020, trois grands types de climats pour la région Normandie, nuancés à une échelle plus fine par les facteurs géographiques locaux. La commune est, selon ce zonage, exposée à un « climat contrasté des collines », correspondant au Pays d’Auge, Lieuvin et Roumois, moins directement soumis aux flux océaniques et connaissant toutefois des précipitations assez marquées en raison des reliefs collinaires qui favorisent leur formation.
Pour la période 1971-2000, la température annuelle moyenne est de 10,3 °C, avec une amplitude thermique annuelle de 13,7 °C. Le cumul annuel moyen de précipitations est de 830 mm, avec 12,9 jours de précipitations en janvier et 8,9 jours en juillet. Pour la période 1991-2020, la température moyenne annuelle observée sur la station météorologique la plus proche, située sur la commune de Boos à 2 km à vol d'oiseau, est de 10,9 °C et le cumul annuel moyen de précipitations est de 847,5 mm,. Pour l'avenir, les paramètres climatiques de la commune estimés pour 2050 selon différents scénarios d’émission de gaz à effet de serre sont consultables sur un site dédié publié par Météo-France en novembre 2022.

## Urbanisme

### Typologie
Au 1er janvier 2024, Franqueville-Saint-Pierre est catégorisée ceinture urbaine, selon la nouvelle grille communale de densité à sept niveaux définie par l'Insee en 2022.
Elle appartient à l'unité urbaine de Rouen, une agglomération inter-départementale regroupant 50  communes, dont elle est une commune de la banlieue,,. Par ailleurs la commune fait partie de l'aire d'attraction de Rouen, dont elle est une commune de la couronne,. Cette aire, qui regroupe 317 communes, est catégorisée dans les aires de 200 000 à moins de 700 000 habitants,.

### Occupation des sols
L'occupation des sols de la commune, telle qu'elle ressort de la base de données européenne d’occupation biophysique des sols Corine Land Cover (CLC), est marquée par l'importance des territoires agricoles (57,1 % en 2018), en diminution par rapport à 1990 (64,3 %). La répartition détaillée en 2018 est la suivante : 
terres arables (51,2 %), zones urbanisées (32,2 %), prairies (6 %), zones industrielles ou commerciales et réseaux de communication (5,7 %), forêts (4,9 %). L'évolution de l’occupation des sols de la commune et de ses infrastructures peut être observée sur les différentes représentations cartographiques du territoire : la carte de Cassini (XVIIIe siècle), la carte d'état-major (1820-1866) et les cartes ou photos aériennes de l'IGN pour la période actuelle (1950 à aujourd'hui).

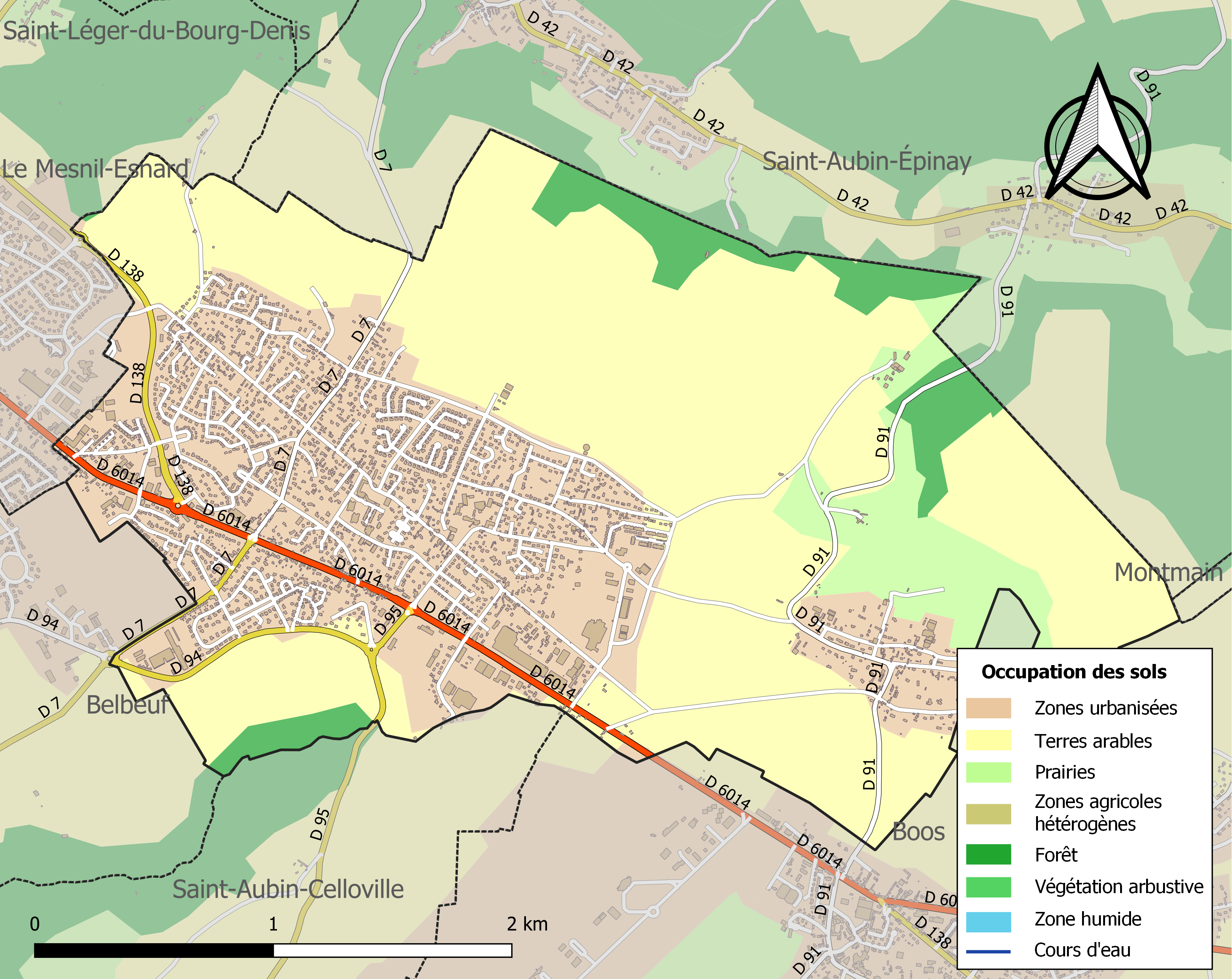
Carte des infrastructures et de l'occupation des sols de la commune en 2018 (CLC).

## Toponymie
Le nom de la localité est attesté sous les formes Francavilla, Grandis Franca villa vers 1020, Franchavilla en 1044, Franchevilla vers 1050, Franche ville en 1063, Notre-Dame-de-Franqueville en 1801, Franqueville-Saint-Pierre en  1970.
Franqueville est un nom de famille d'origine toponymique, nom qui fait allusion aux franchises accordées aux villes neuves. Au Moyen Âge, lorsque certaines exemptions ou franchises furent accordées aux domaines gallo-romains, elles changèrent d'appellation et furent retraduits : franca villa : « ville franche ».
L'hagiotoponyme Saint-Pierre est emprunté au nom de l'ancien village de Saint-Pierre-de-Franqueville.

## Histoire
On estime que la fondation de Franqueville-Saint-Pierre remonte au Xe siècle. En 949, Osmond de Centville, Vicomte de Vernon, fut récompensé par le duc de Normandie Richard Ier de Normandie, dit Sans Peur, pour avoir libéré ce dernier, fait prisonnier par le roi Louis IV d'Outremer à Laon ; et reçut des terres que le duc possédait à l'est de Rouen. Ces terres devinrent un alleu, c’est-à-dire un domaine libre de toute redevance (franchae villualae). Le Vicomte de Vernon décida alors de partager ce domaine entre ses deux fils. Le premier, Bestia, reçut Notre-Dame-de-Franqueville, tandis que le second, Hulin échoua des territoires du Mouchel et du Faulx.
Les deux territoires resteront séparés en deux seigneureries, sans vraiment cohabiter malgré des rapprochements périodiques, et cela pendant presque un millénaire. Notre-Dame-de-Franqueville fut pendant un moment chef-lieu d'un des cantons du district de Rouen, de la Révolution française (1789) à 1801.
Les deux communes de Notre-Dame-de-Franqueville et de Saint-Pierre-de-Franqueville avaient été réunies de 1822 à 1851. Séparées, elles ont fusionné à nouveau en 1970, après des opérations intercommunales menées petit à petit depuis 1965, de la création d'un club omnisports intercommunal à la fusion des deux écoles. L'ancien domaine seigneurial de Franqueville (avec le hameau de Franquevillette, rattaché à la commune de Boos) est ainsi reconstitué. Ceci explique que la ville comporte deux églises distantes d'environ 200 m.
Le château de Franqueville a été démoli en 1961.

## Politique et administration

### Tendances politiques et résultats
Lors des élections municipales de 2008, les deux listes présentes au second tour se sont départagées avec une seule voix de différence.
En effet, la liste « Franqueville Saint Pierre Naturellement » menée par Jean-Yves Husson a recueilli 1 449 voix, contre 1 448 pour la liste « Franqueville Saint Pierre : ma ville, mon village » menée par Philippe Leroy.

### Liste des maires
| Période                                  | Période                    | Identité         | Étiquette    | Qualité                                                     |
| ---------------------------------------- | -------------------------- | ---------------- | ------------ | ----------------------------------------------------------- |
| Les données manquantes sont à compléter. |                            |                  |              |                                                             |
| mars 1971                                | septembre 1981             | Louis Lemonnier  |              | Décédé en fonction                                          |
| 1981                                     | mars 1983                  | René Rousselin   |              | Maire par intérim                                           |
| mars 1983                                | juin 1995                  | Henri Lucas      |              | Maire honoraire                                             |
| juin 1995                                | mars 2008                  | Philippe Leroy   | UDF puis UMP | Retraité Conseiller général de Boos (1998 → 2015)           |
| mars 2008                                | avril 2014                 | Jean-Yves Husson | SE-DVD       |                                                             |
| avril 2014                               | mai 2020                   | Philippe Leroy   | UMP → LR     | Retraité Conseiller général du canton de Boos (1998 → 2015) |
| mai 2020,                                | En cours (au 10 août 2020) | Bruno Guilbert   | DVD          | Cadre à la Caisse d’allocations familiales                  |

## Population et société

### Démographie
L'évolution du nombre d'habitants est connue à travers les recensements de la population effectués dans la commune depuis 1793. Pour les communes de moins de 10 000 habitants, une enquête de recensement portant sur toute la population est réalisée tous les cinq ans, les populations de référence des années intermédiaires étant quant à elles estimées par interpolation ou extrapolation. Pour la commune, le premier recensement exhaustif entrant dans le cadre du nouveau dispositif a été réalisé en 2005.

En 2022, la commune comptait 6 081 habitants, en évolution de −1,22 % par rapport à 2016 (Seine-Maritime : +0,35 %, France hors Mayotte : +2,11 %).
| 1793 | 1800 | 1806 | 1821 | 1861 | 1876 | 1881 | 1886 | 1891 |
| ---- | ---- | ---- | ---- | ---- | ---- | ---- | ---- | ---- |
| 480  | 550  | 550  | 539  | 503  | 546  | 571  | 550  | 538  |

| 1896 | 1901 | 1906 | 1911 | 1921 | 1926 | 1931 | 1936 | 1946 |
| ---- | ---- | ---- | ---- | ---- | ---- | ---- | ---- | ---- |
| 486  | 501  | 511  | 556  | 539  | 563  | 551  | 619  | 645  |

| 1954 | 1962 | 1968  | 1975  | 1982  | 1990  | 1999  | 2005  | 2006  |
| ---- | ---- | ----- | ----- | ----- | ----- | ----- | ----- | ----- |
| 690  | 842  | 1 098 | 2 320 | 3 551 | 4 230 | 5 099 | 5 301 | 5 364 |

| 2010  | 2015  | 2020  | 2022  | - | - | - | - | - |
| ----- | ----- | ----- | ----- | - | - | - | - | - |
| 5 734 | 6 179 | 6 099 | 6 081 | - | - | - | - | - |

### Enseignement
La commune compte deux écoles maternelles, Le Petit Poucet et Louis Lemonnier, et l'école primaire Louis Lemonnier.
Pour aller au collège, les franquevillais peuvent se rendre au Mesnil-Esnard, soit au Collège Hector Malot (public) soit à La Providence (privé), ou encore au collège Masseot Abaquesne à Boos.
Le lycée Galilée situé à Franqueville-Saint-Pierre compte 1 400 élèves environ, c'est le seul lycée public sur le Plateau Est de Rouen. De plus, son groupe de jazz, le « Galilée Jazz Band » dirigé par Daniel Gosset depuis 1992, s'est souvent illustré tant sur le plan départemental, régional que national.
Il n'y a pas d'établissement d'enseignement supérieur à Franqueville-Saint-Pierre.

### Médias
- Le quotidien Paris-Normandie relate les informations locales.
- La commune est située dans le bassin d'émission de la chaîne de télévision France 3 Normandie.

### Cultes
Franqueville-Saint-Pierre appartient à la paroisse catholique Saint-Paul du Mesnil – Plateau de Boos qui fait partie du doyenné Rouen-Nord de l'archidiocèse de Rouen.

## Culture locale et patrimoine

### Lieux et monuments
- L'église Notre-Dame[32]. Les quatre colonnes de la façade proviennent de l'ancien théâtre des Arts de Rouen incendié en 1876.
- L'église Saint-Pierre avec clocher de 1855[33].
- Monument aux morts de Saint-Pierre-de-Franqueville dû à Charles Cassou (1921)
- Monument aux morts de Notre-Dame-de-Franqueville dû à Roze et Guilloux (1921)[34]
- Après l'apparition de l'euro, un projet de musée du franc est né, Franqueville-Saint-Pierre a été choisie pour implanter ce musée parmi quelques autres villes françaises dont le nom commence par Franc.
- Le nouvel hôtel de ville, construit par Richard & Schoeller, inauguré en 2006 par Christine Lagarde.

### Personnalités liées à la commune
- Jean Saas (né le 4 février 1703 à Saint-Pierre-de-Franqueville, mort le 10 avril 1774 à Rouen), littérateur et bibliographe, membre de l'Académie de Rouen.
- Gilbert Delahaye (né le 19 mars 1923 à Saint-Pierre-de-Franqueville, mort le 6 décembre 1997), auteur belge de littérature d'enfance et de jeunesse.
- David Trezeguet y a vécu.
- Alfred Petit (célèbre criminel français) surnommé " Conan le Barbare " y a vécu enfant, tout comme ses parents.

### Héraldique
| Armes de Franqueville-Saint-Pierre | Les armes de la commune de Franqueville-Saint-Pierre se blasonnent ainsi : D'azur au chevron d’or, accompagné en chef de deux coqs affrontés du même et en pointe d’une tour d’argent. |